# 杜因病毒科
杜因病毒科（学名：Duinviridae）为诺津噬菌体目的一个科。

## 下级分类
本科包括以下属：
- Apeevirus
- Beshanovirus
- Kahshuvirus
- Kohmavirus
- Samuneavirus
- Tehuhdavirus